# Lexgaard
Lexgaard település Németországban, Schleswig-Holstein tartományban. Lakosainak száma 55 fő (2023. december 31.). Lexgaard Westre és Karlum községekkel határos.

## Népesség
A település népességének változása:
| Lakosok száma | 63   | 48   | 50   | 52   | 54   | 55   |
|               | 1975 | 2017 | 2019 | 2021 | 2022 | 2023 |